# Admesturius bitaeniatus
Admesturius bitaeniatus är en spindelart som först beskrevs av Eugène Simon 1901.  
Admesturius bitaeniatus ingår i släktet Admesturius och familjen hoppspindlar. Inga underarter finns listade i Catalogue of Life.